# Kahle Burns
Kahle Jordan Burns (* 26. Dezember 1988 in Teesdale, Victoria) ist ein professioneller australischer Pokerspieler.
Burns hat sich mit Poker bei Live-Turnieren mehr als 13 Millionen US-Dollar erspielt und ist damit der zweiterfolgreichste australische Pokerspieler. Er ist zweifacher Braceletgewinner der World Series of Poker und gewann 2020 die A$100.000 Challenge der Aussie Millions Poker Championship sowie 2022 ein Turnier der Triton Poker Series.

## Pokerkarriere

### Werdegang
Burns spielt online unter den Nicknames ROFLShove (PokerStars), Meth4weightloss (partypoker) und DuuuuMaaaa (WSOP.comv). Im Mai 2019 gewann er auf PokerStars innerhalb von zwei Tagen zwei Turniere der Spring Championship of Online Poker und sicherte sich Preisgelder von knapp 500.000 US-Dollar. Insgesamt hat er sich mit Online-Turnierpoker mehr als 2,5 Millionen US-Dollar erspielt.
Seine erste Geldplatzierung bei einem Live-Turnier erzielte Burns im November 2009 im Crown Casino in Melbourne. Ende August 2011 gewann er an gleicher Stelle das Grand Final der 888 Poker League und sicherte sich eine Siegprämie von 35.000 Australischen Dollar. Mitte April 2013 erreichte er an gleicher Stelle den Finaltisch des Main Events der World Series of Poker Asia Pacific und erhielt für seinen fünften Platz mehr als 200.000 Australische Dollar. Anfang August 2016 setzte sich der Australier beim Main Event der Sydney Championships in Sydney durch und sicherte sich den Hauptpreis von knapp 300.000 Australischen Dollar. Im November 2016 wurde er beim Main Event der Asia Pacific Poker Tour in Macau Dritter für umgerechnet knapp 350.000 US-Dollar. Anfang April 2017 belegte Burns beim Super High Roller der ebenfalls in Macau ausgespielten PokerStars Championship den mit umgerechnet rund 415.000 US-Dollar dotierten vierten Platz. Im Oktober 2017 landete er beim Main Event der Triton Poker Series in Macau auf dem dritten Platz, der mit umgerechnet 1,3 Millionen US-Dollar bezahlt wurde. Im Juni 2018 war der Australier erstmals bei der Hauptturnierserie der World Series of Poker (WSOP) im Rio All-Suite Hotel and Casino am Las Vegas Strip erfolgreich und kam bei zwei Turnieren der Variante No Limit Hold’em in die Geldränge. Bei der WSOP 2019 erreichte er bei der Weltmeisterschaft in Six Handed No Limit Hold’em den Finaltisch und beendete das Event auf dem zweiten Platz für knapp 400.000 US-Dollar. Anfang August 2019 kam Burns bei zwei Events der Triton Series in London in die Geldränge und sicherte sich Preisgelder von umgerechnet rund 780.000 US-Dollar. Drei Wochen später wurde er beim Super High Roller der European Poker Tour in Barcelona Vierter und erhielt rund 640.000 Euro. Im Oktober 2019 gewann Burns das Platinum High Roller der World Series of Poker Europe im King’s Resort in Rozvadov und sicherte sich eine Siegprämie von knapp 600.000 Euro sowie ein Bracelet. Wenige Tage später setzte er sich auch bei einem mit Short Deck gespielten Event der Serie durch und erhielt ein weiteres Bracelet sowie rund 100.000 Euro. Mitte November 2019 gewann der Australier das neunte Event der Poker Masters im Aria Resort & Casino am Las Vegas Strip und sicherte sich während der Turnierserie insgesamt Preisgelder von über 600.000 US-Dollar. Damit belegte er den zweiten Platz im Rennen um das Poker Masters Purple Jacket™. Im Januar 2020 setzte sich Burns bei der A$100.000 Challenge der Aussie Millions Poker Championship in Melbourne gegen 53 andere Spieler durch und sicherte sich eine Siegprämie von mehr als 1,7 Millionen Australischen Dollar. Anfang Februar 2020 wurde er beim Super High Roller Bowl Australia in Sydney Zweiter und erhielt 1,2 Millionen Australische Dollar. Bei der Triton Series im nordzyprischen Kyrenia gewann der Australier im September 2022 ein Turnier mit einem Hauptpreis von über 1,7 Millionen US-Dollar.

### Preisgeldübersicht
Mit erspielten Preisgeldern von über 13 Millionen US-Dollar ist Burns nach Michael Addamo der zweiterfolgreichste australische Pokerspieler.
| Jahr   | Preisgeld (in $) | Turniersiege |
| ------ | ---------------- | ------------ |
| 2009   | 2.566            | 0            |
| 2010   | 368              | 0            |
| 2011   | 49.498           | 1            |
| 2012   | 47.297           | 0            |
| 2013   | 239.527          | 0            |
| 2014   | 47.743           | 0            |
| 2015   | 13.373           | 0            |
| 2016   | 626.217          | 2            |
| 2017   | 1.823.167        | 1            |
| 2018   | 610.933          | 0            |
| 2019   | 4.364.547        | 4            |
| 2020   | 2.906.320        | 2            |
| 2021   | 0                | 0            |
| 2022   | 2.382.498        | 1            |
| 2023   | 3.411            | 0            |
| gesamt | 13.117.465       | 11           |

### Braceletübersicht
Burns kam bei der WSOP 20-mal ins Geld und gewann zwei Bracelets:
| Jahr   | Buy-in (in €) | Turnier                               | Teilnehmer | Preisgeld (in €) |
| ------ | ------------- | ------------------------------------- | ---------- | ---------------- |
| 2019 E | 25.500        | Platinum High Roller No-Limit Hold’em | 083        | 596.883          |
| 2019 E | 02.500        | Short Deck No-Limit Hold’em           | 179        | 101.834          |